# 兰干镇 (霍城县)
兰干乡，是中华人民共和国新疆维吾尔自治区伊犁哈萨克自治州霍城县下辖的一个乡镇级行政单位。

## 行政区划
兰干乡下辖以下地区：
双渠村、如先巴克村、五一牧场村、中心村、新荣村、文化村、光明村、梁三宫村、其宁巴克村和阳光村。